# Parti du centre (Suède)
Pour les articles homonymes, voir Parti du centre.
Le Parti du centre (en suédois : Centerpartiet, abrégé en C) est un parti politique suédois d’idéologie centriste, membre de la coalition de centre droit, l'Alliance, au pouvoir entre les élections générales de 2006 et celles de 2014. Son symbole est un trèfle vert à quatre feuilles.

## Historique

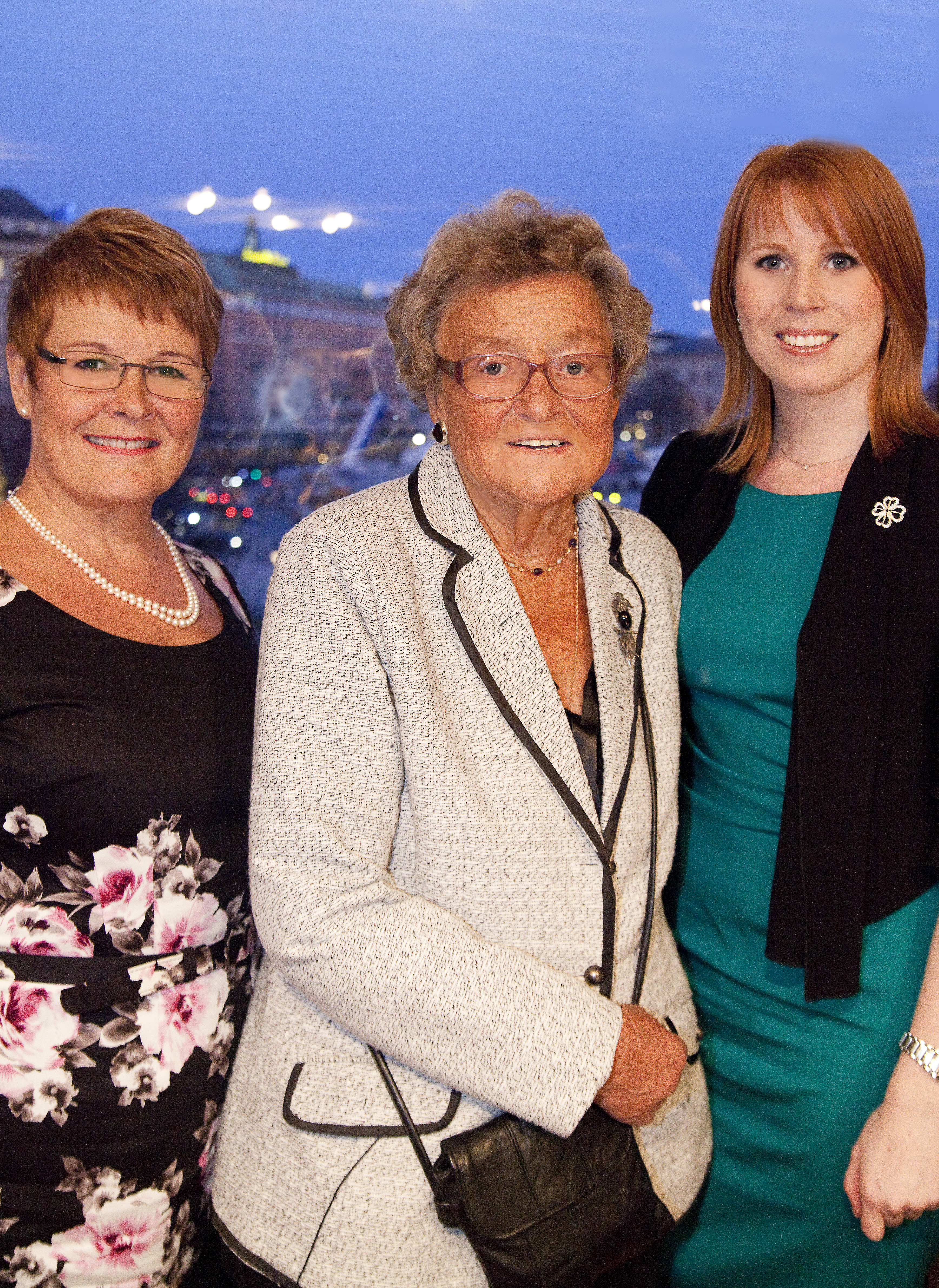
Maud Olofsson, présidente du parti de 2001 à 2011, Karin Söder, première femme à diriger le parti de 1985 à 1987 et Annie Lööf, présidente depuis 2011.

Le Parti du centre a été fondé le 2 mars 1913 sous le nom de Ligue des fermiers, Bondeförbundet. En 1922, la ligue a absorbé l'Union nationale des fermiers (Jordbrukarnas Riksförbund). Axel Pehrsson-Bramstorp, dirigeant du parti de 1934 à 1949, a été Premier ministre de juin à septembre 1936, le roi l'ayant alors chargé de former un gouvernement non-socialiste. Il a rapidement laissé la place au social-démocrate Per Albin Hansson, dont il est devenu le ministre de l'agriculture. Durant cette période a débuté une coopération régulière entre les deux partis, qui ont dirigé ensemble le gouvernement  suédois entre 1936 et 1945 puis entre 1951 et 1957.
En 1957 le parti a changé son nom, et a révisé sa stratégie électorale afin d’établir une alliance plus étroite à long terme avec les partis du centre droit, le Parti du peuple et les Modérés. C'est donc au sein d'une telle coalition que le Parti du centre a participé au gouvernement entre 1976 et 1982, avec son président Thorbjörn Fälldin au poste de Premier ministre (à part d'octobre 1978 et octobre 1979, où Ola Ullsten du Parti du peuple a détenu ce poste), 1991 et 1994 puis entre 2006 et 2014 (au sein du gouvernement Reinfeldt).
En 2005, le Parti du centre a vendu la propriété du groupe de presse Centertidningar AB pour 1,8 milliard de couronnes suédoises, devenant ainsi le parti politique le plus riche au monde.
À la suite des élections législatives suédoises de 2018, il apporte son soutien (sans participation) au gouvernement Löfven (II), dans le cadre de l' "accord de Janvier" (Januariavtalet (sv)). Cet accord dure de 2019 à 2021.
Après les élections législatives suédoises de 2022, le parti se retrouve dans l'opposition au gouvernement Kristersson.

## Idéologie

### Économie
Le Parti du centre est considéré comme l'un des partis les plus libéraux de la vie politique suédoise. Lui-même se décrit comme « un parti au libéralisme vert, social et décentralisé ».
La direction du parti défend le néolibéralisme et le libertarianisme de droite[réf. nécessaire]. Le parti préconise une baisse des impôts, une forte réduction des cotisations patronales, une libéralisation du marché du travail. Il est proche des milieux d'affaires, des commerçants et des agriculteurs.

### Immigration
Le parti du centre est pro-immigration, comme l'atteste leur campagne pour les élections générales de 2006, lors de laquelle ses membres ont proposé de doubler, par la délivrance de cartes vertes, le nombre de migrants autorisés à entrer en Suède pour le porter à 90 000 personnes au total, soit 1 % de la population suédoise.

### Union européenne
Les centristes préconisent l’évolution de l’Union européenne vers la formation d’États-Unis d'Europe, régis par le principe de subsidiarité. Bien qu'opposé à l’introduction de l’euro en 2003, le parti a plus ou moins revu sa position depuis, son organisation de jeunesse militant notamment activement en faveur d’une rapide entrée dans la zone euro.

## Dirigeants

### Présidents

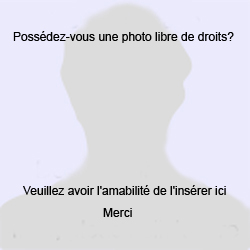
Erik Eriksson (1916–1920)
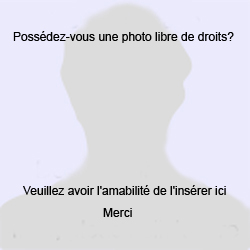
Johan Andersson (1920–1924)
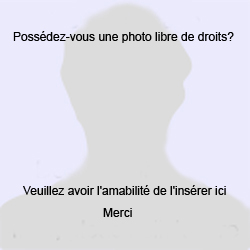
Johan Johansson (1924–1928)
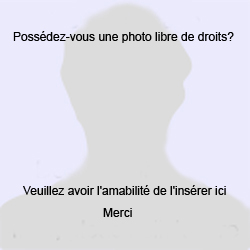
Olof Olsson (1928–1934)
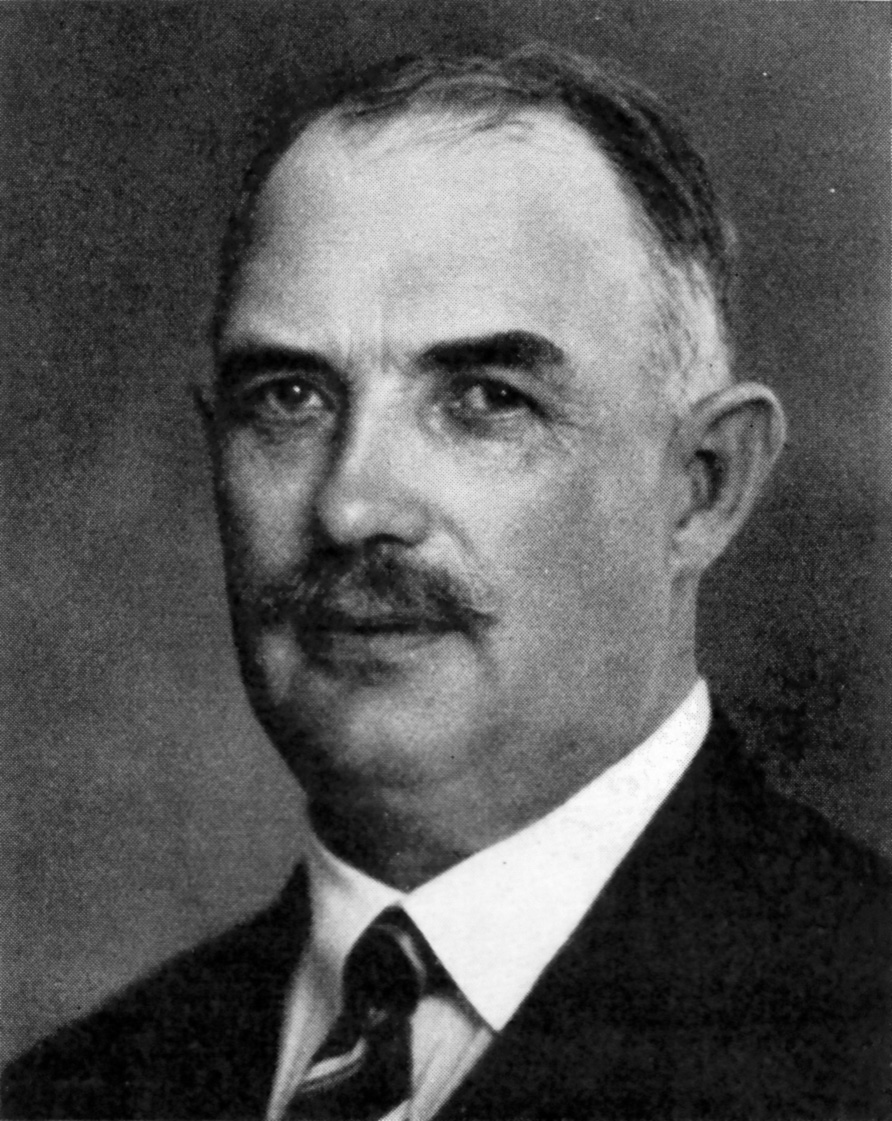
Axel Pehrsson-Bramstorp (1934–1949)
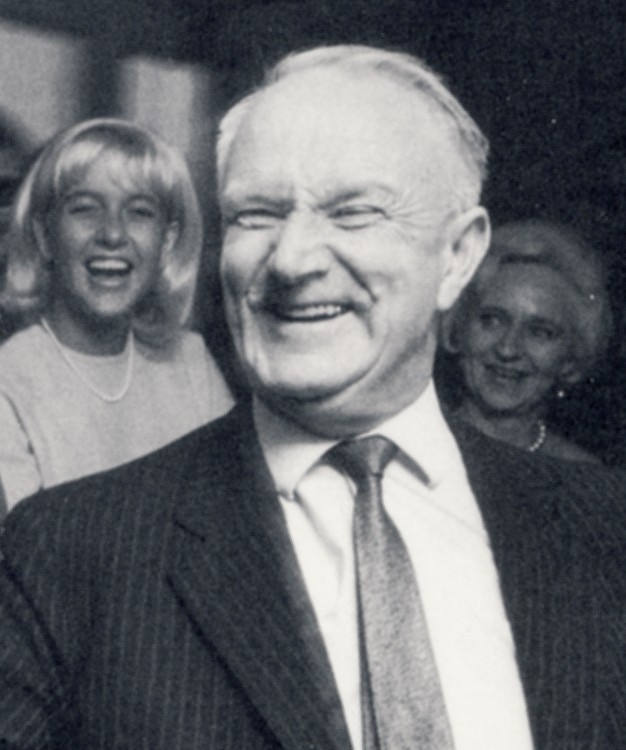
Gunnar Hedlund (1949–1971)
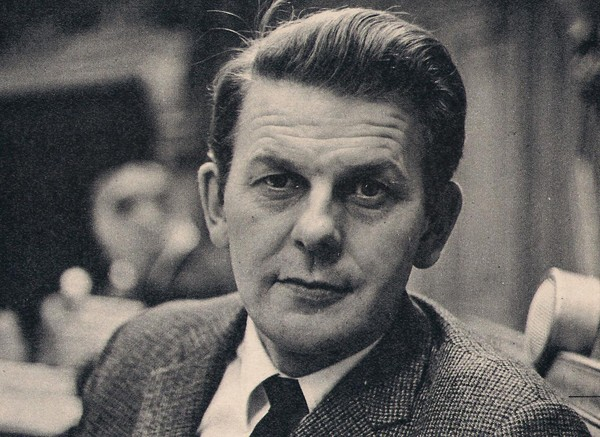
Thorbjörn Fälldin (1971–1985)
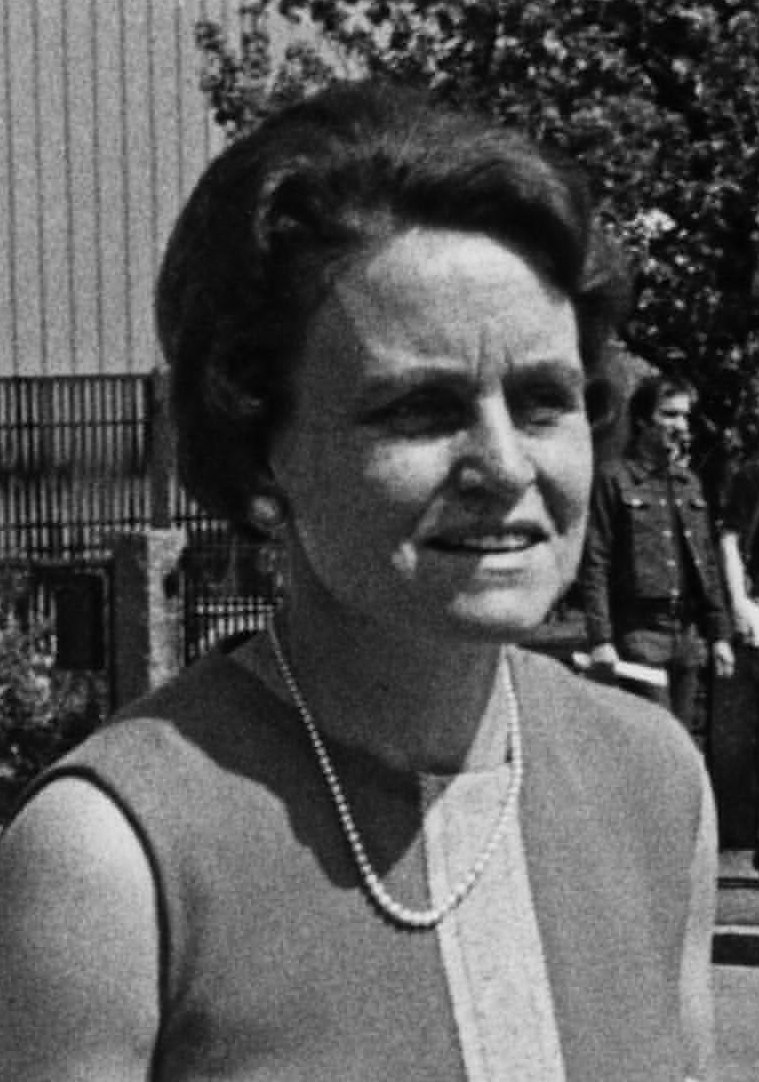
Karin Söder (1985–1987)
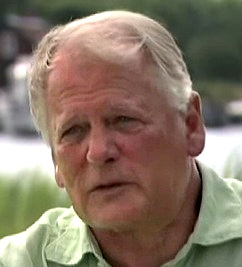
Olof Johansson (1987–1998)
Lennart Daléus (1998–2001)
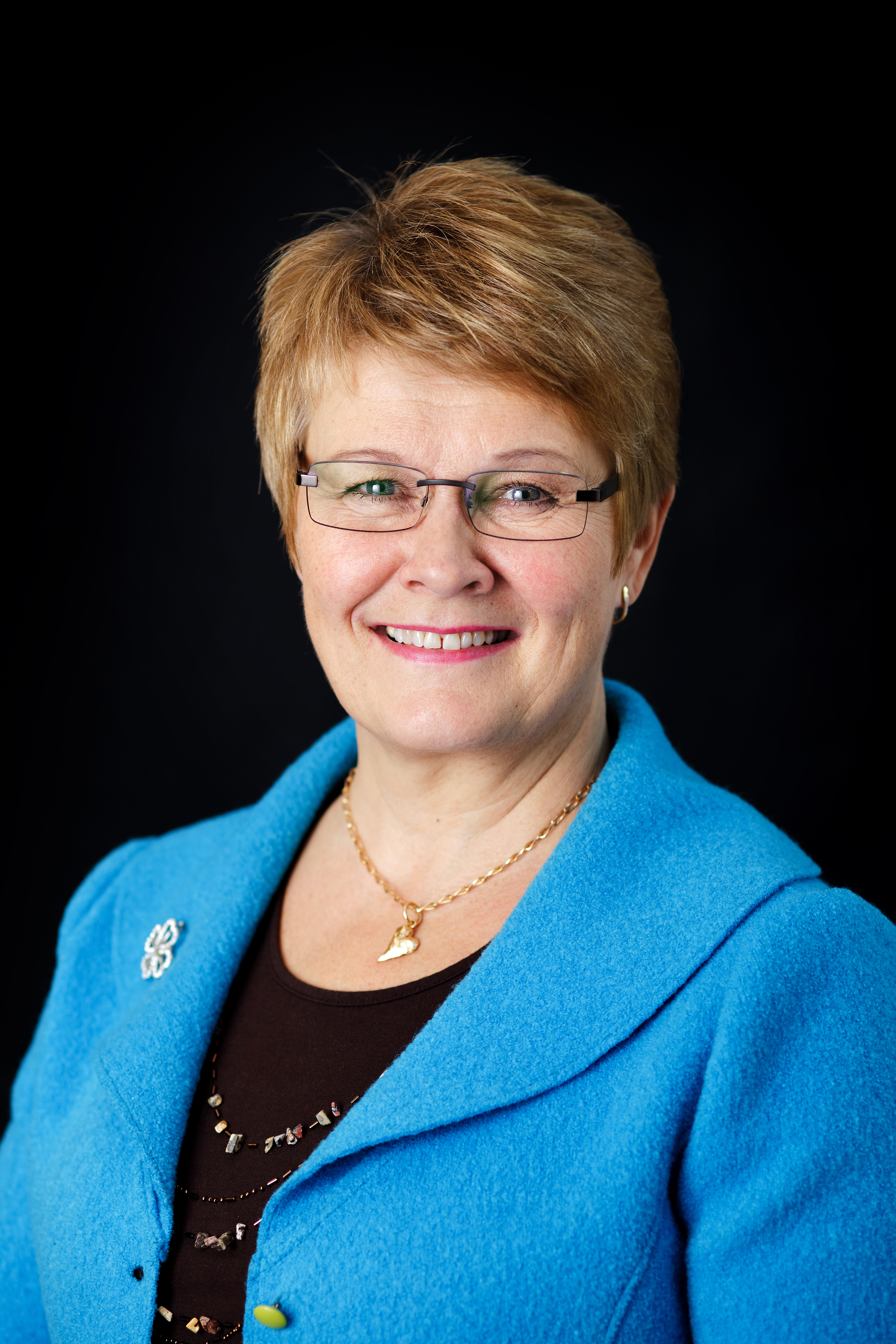
Maud Olofsson (2001–2011)
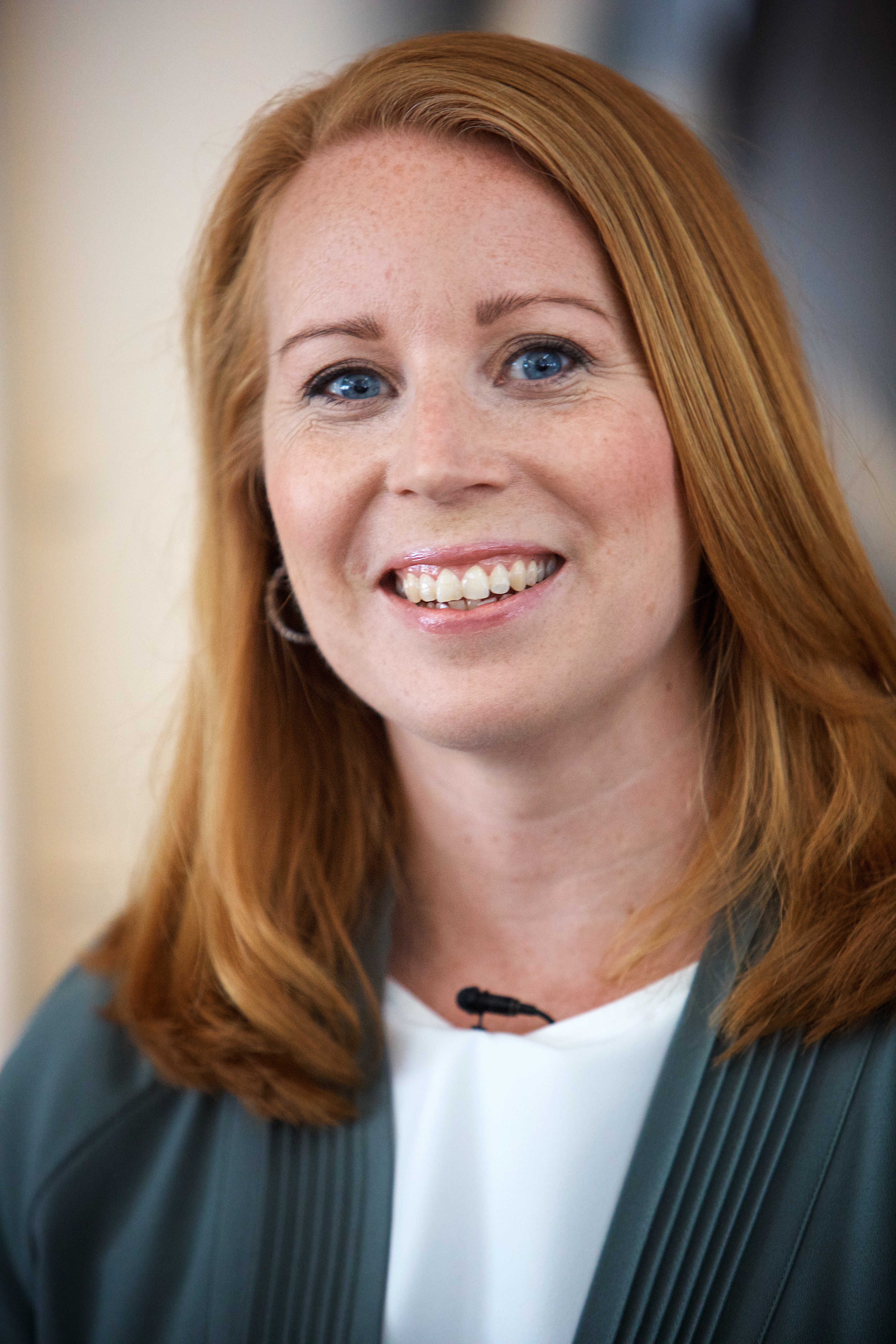
Annie Lööf (de 2011 à 2023)

### Premiers-ministres

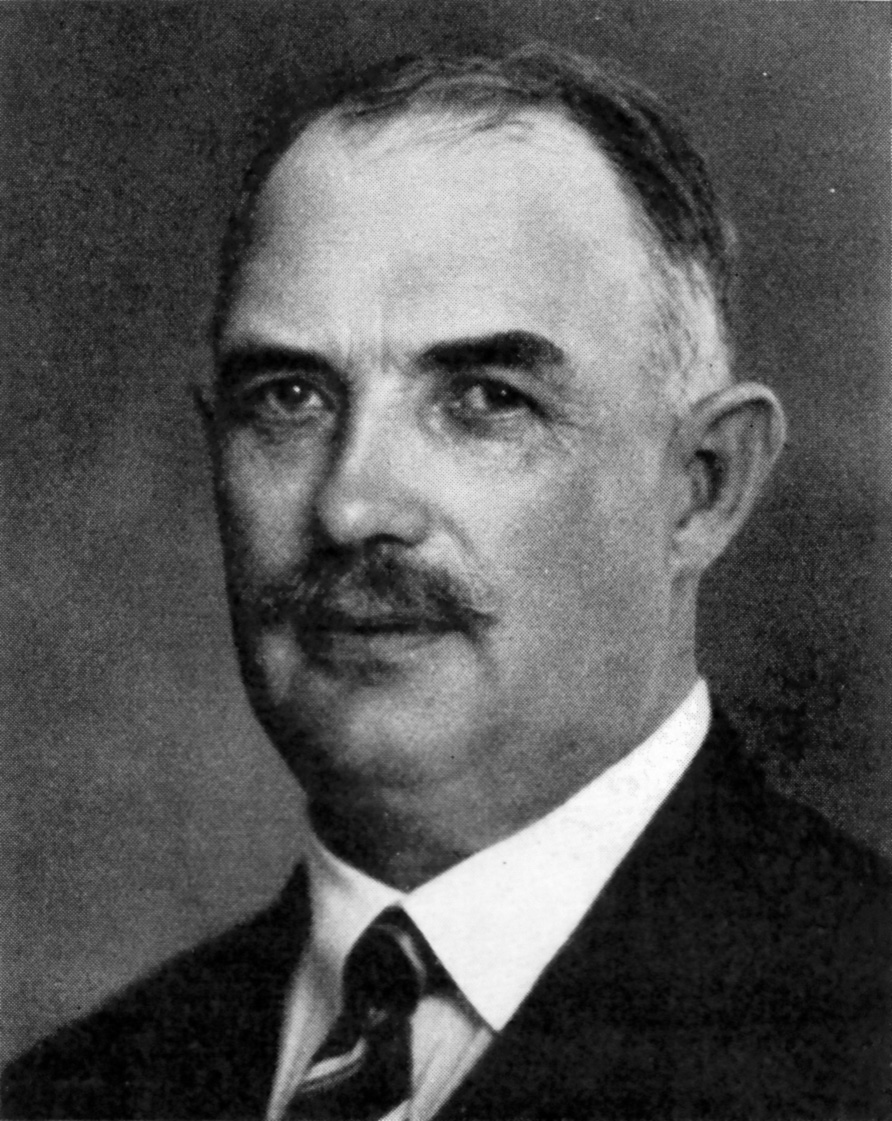
Axel Pehrsson-Bramstorp (19 juin - 28 oct. 1936)
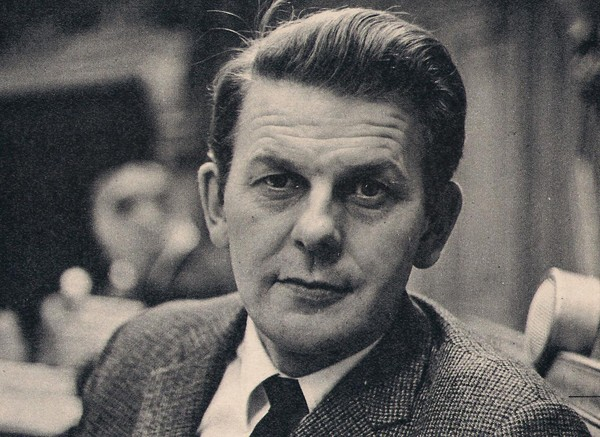
Thorbjörn Fälldin (8 oct. 1976 - 18 oct. 1978 12 oct. 1979 - 8 oct. 1982)

### Autres membres notables
- Eskil Erlandsson, ministre de l'agriculture et des affaires rurales dans le gouvernement Reinfeldt (2006-2014)
- Andreas Carlgren, ministre de l'environnement dans le gouvernement Reinfeldt (2006-2011)
- Lena Ek, ministre de l'environnement dans le gouvernement Reinfeldt depuis 2011, ancienne députée européenne (2004-2011)
- Anna-Karin Hatt, ministre des technologies de l'information et de l'énergie dans le gouvernement Reinfeldt (2010-2014)
- Åsa Torstensson, ministre des infrastructures dans le gouvernement Reinfeldt (2006-2010)
- Fredrick Federley, député européen (depuis 2014)
- Karl Erik Olsson, ancien député européen (1995-2004)

## Historique électoral

### Électorat
Traditionnellement, du fait de son idéologie agrarienne, bon nombre des électeurs du Parti du centre vennaient des zones rurales et un certain nombre étant des agriculteurs ou des petits hommes d’affaires. À partir des années 2000 et l’accession de Maud Olofsson à la direction du parti, une orientation plus libérale a été choisie, afin d'attirer les électeurs des zones urbaines, généralement davantage favorables au Parti du peuple - Les Libéraux. Ces modifications de l'électorat du Parti du centre peuvent être illustré par le fait qu'en 2006, il soit le parti ayant connu la plus forte progression électorale à Stockholm.

### Élections parlementaires
| Année   | Députés  | Votes     | %    | Rang | Gouvernement                                    |
| ------- | -------- | --------- | ---- | ---- | ----------------------------------------------- |
| 09/1914 | 0 / 230  | 1 507     | 0,2  | 4e   | Opposition                                      |
| 1917    | 9 / 230  | 39 262    | 5,3  | 5e   | Opposition                                      |
| 1920    | 20 / 230 | 52 318    | 7,9  | 4e   | Opposition                                      |
| 1921    | 21 / 230 | 192 269   | 11,0 | 4e   | Opposition                                      |
| 1924    | 23 / 230 | 190 396   | 10,8 | 4e   | Opposition                                      |
| 1928    | 27 / 230 | 263 501   | 11,2 | 4e   | Opposition                                      |
| 1932    | 36 / 230 | 321 215   | 14,1 | 3e   | Opposition                                      |
| 1936    | 36 / 230 | 418 840   | 14,4 | 3e   | Opposition                                      |
| 1940    | 28 / 230 | 344 345   | 12,0 | 3e   | Hansson III                                     |
| 1944    | 35 / 230 | 421 094   | 13,6 | 3e   | Hansson III (1944-1945), Hansson IV (1945-1946) |
| 1948    | 30 / 230 | 480 421   | 12,4 | 3e   | Opposition, Erlander II                         |
| 1952    | 26 / 230 | 406 183   | 10,7 | 4e   | Erlander II                                     |
| 1956    | 19 / 231 | 366 612   | 9,5  | 4e   | Erlander II                                     |
| 1958    | 32 / 231 | 486 760   | 12,7 | 4e   | Opposition                                      |
| 1960    | 34 / 232 | 579 007   | 13,6 | 4e   | Opposition                                      |
| 1964    | 36 / 233 | 559 632   | 13,2 | 4e   | Opposition                                      |
| 1968    | 39 / 233 | 757 215   | 15,7 | 2e   | Opposition                                      |
| 1970    | 71 / 350 | 991 208   | 19,9 | 2e   | Opposition                                      |
| 1973    | 90 / 350 | 1 295 246 | 25,1 | 2e   | Opposition                                      |
| 1976    | 86 / 349 | 1 309 669 | 24,1 | 2e   | Fälldin I et Ullsten                            |
| 1979    | 64 / 349 | 984 589   | 18,1 | 3e   | Fälldin II et III                               |
| 1982    | 56 / 349 | 859 618   | 15,5 | 3e   | Opposition                                      |
| 1985    | 43 / 349 | 490 999   | 8,8  | 4e   | Opposition                                      |
| 1988    | 42 / 349 | 607 240   | 11,3 | 4e   | Opposition                                      |
| 1991    | 31 / 349 | 465 356   | 8,5  | 4e   | Gouvernement Bildt                              |
| 1994    | 27 / 349 | 425 153   | 7,7  | 3e   | Opposition                                      |
| 1998    | 18 / 349 | 269 762   | 5,1  | 5e   | Opposition                                      |
| 2002    | 22 / 349 | 328 428   | 6,2  | 6e   | Opposition                                      |
| 2006    | 29 / 349 | 437 389   | 7,9  | 3e   | Reinfeldt                                       |
| 2010    | 23 / 349 | 390 804   | 6,6  | 5e   | Reinfeldt                                       |
| 2014    | 22 / 349 | 370 834   | 6,1  | 5e   | Opposition                                      |
| 2018    | 31 / 349 | 557 500   | 8,6  | 4e   | Soutien au gouvernement Löfven                  |
| 2022    | 24 / 349 | 434 945   | 6,71 | 5e   | Opposition                                      |

### Élections européennes
| Année | Députés | Votes   | %    | Rang | Groupe |
| ----- | ------- | ------- | ---- | ---- | ------ |
| 1995  | 2 / 22  | 192 077 | 7,16 | 5e   | ELDR   |
| 1999  | 1 / 22  | 151 442 | 5,99 | 7e   | ELDR   |
| 2004  | 1 / 19  | 157 258 | 6,26 | 6e   | ADLE   |
| 2009  | 1 / 18  | 173 414 | 5,47 | 7e   | ADLE   |
| 2014  | 1 / 20  | 241 101 | 6,49 | 6e   | ADLE   |
| 2019  | 2 / 20  | 447 641 | 10,8 | 5e   | RE     |
| 2024  | 2 / 21  | 306 227 | 7,29 | 6e   | RE     |